# Wynn Macau (kasino)
Wynn Macau, kinesiska: 永利澳門, är både ett kasino och ett hotell som ligger i Sé i Macao i Kina. Den ägs och drivs av det kinesiska kasinoföretaget Wynn Macau, Limited, dotterbolag till det amerikanska Wynn Resorts. Hotellet har totalt 594 hotellrum medan kasinot har en spelyta på 23 412 kvadratmeter (m2).

## Historik
Den 20 december 1999 överlämnade Portugal sin koloni Macao till Kina. 2002 upphörde det fyra decennier-långa monopol, som den lokala kasinomagnaten Stanley Ho hade på den lokala kasinomarknaden, när den macaoiska regeringen luckrade upp den och lät utländska kasinoföretag att få etablera sig. Wynn Resorts agerade snabbt om att lämna in ansökan om att få spellicens i Macao. De fick det och kasinot uppfördes mellan den 28 juni 2004 och den 6 september 2006 för en totalkostnad på 1,2 miljarder amerikanska dollar I november offentliggjorde Wynn att kasinokomplexet skulle genomgå en större expansion, där ett kombinerat livsstilshotell och kasino skulle byggas på tomten och skulle heta Wynn Diamond Suites. Den uppfördes mellan 2007 och den 21 april 2010 för 600 miljoner dollar. När den invigdes hette den Encore at Wynn Macau och inte Wynn Diamond Suites, oklart när namnbytet skedde.